# Chhaupadi
Chhaupadi (Nepalees: छाउपडी, chhāupadī) is het hindoeïstische gebruik in Nepal waarbij vrouwen tijdens hun menstruatie van de gemeenschap worden afgezonderd en geïsoleerd in hutten of schuren verblijven vanwege vermeende onreinheid. Officieel is chhaupadi sinds 2005 verboden door de hoogste Nepalese rechtbank; toch wordt de traditie in het westen van Nepal nog door ongeveer 95% van de bevolking in acht genomen. Officieel kan een gevangenisstraf van drie maanden en een boete van 3.000 Nepalese rupees worden opgelegd aan iemand die een vrouw dwingt tot verblijf in een menstruatiehut. 
Volgens bepaalde hindoeïstische overleveringen treffen de Hindoegoden de gemeenschap met rampspoed, zoals het overlijden van vee, ziektes bij familieleden en het verrotten van levensmiddelen wanneer menstruerende of net bevallen vrouwen tijdens deze als onrein beschouwde perioden in hun eigen huis verblijven. Bij het naleven van de chhaupadi mogen de vrouwen tijdens de volledige periode van hun menstruatie niet in het huis wonen dat zij met hun familie of gezin gewoonlijk delen. Zij moeten de dagen en nachten in isolatie doorbrengen in hutten en schuren. Ook na de bevalling moet de nieuwe moeder, samen met haar pasgeboren kind(eren) deze periode afgezonderd in een hut of schuur doorbrengen. Tijdens de chhaupadi mogen de vrouwen geen mannen aanraken of zuivelproducten eten, mogen ze niet hun eigen huis of een tempel in en mogen ze niet voor zichzelf koken. Hun dieet bestaat tijdens de chhaupadi verplicht uit gedroogd voedsel, zout en rijst. Door de afzondering in vaak barre omstandigheden worden de vrouwen (en hun pasgeboren kinderen) regelmatig het slachtoffer van ondervoeding, ziektes en bijvoorbeeld beten van dieren. Verschillende actiegroepen proberen het navolgen van de chhaupadi uit te bannen.
Ondanks dat het gebruik al sinds 2005 volgens de wet verboden is in Nepal, werd pas in december 2019 voor de eerste keer ingegrepen door de Nepalese overheid. De aanleiding was de dood van de eenentwintigjarige Parwati Budha Rawat die overleed nadat ze drie nachten had doorgebracht in een menstruatiehut bij haar huis in het district Achham. In januari en februari van 2019 overleden nog een moeder en haar twee zoons en een jonge vrouw die tijdens hun menstruatie in een onverwarmde hut moesten verblijven bij temperaturen ver onder nul. 